# 佐治·威廉·莊臣 (政治人物)
佐治·威廉·莊臣（英語：George William Johnson，1892年7月10日—1973年4月26日）是加拿大緬尼吐巴省的一名政治家。1959年至1962年，他在緬尼吐巴省立法議會任職，代表進步保守黨在溫尼辟的阿西尼博亞選區。